# Departamento Maipú (Chaco)
Maipú es un departamento en la provincia del Chaco, Argentina.
El departamento tiene 2855 km²
Su población era de 24 747 hab.: "Censo 2001 INDEC"
Según estimaciones del INDEC en 2005 tenía 29 655 hab.